# CF Monterrey
Club de Fútbol Monterrey (eller bara Monterrey) är en mexikansk fotbollsklubb från staden Monterrey i den nordöstra delen av landet. Klubben ägs av FEMSA (Mexikos största dryckesföretag). Klubben kom till 1945 och kallas vanligen Rayados av fansen. Deras ärkerivaler är Tigres och mötet kallas Clásico Regiomontano. Anledningen till den bittra rivaliteten är att båda lagen är från staten Nuevo León

## Meriter

### Nationella tävlingar
- Liga MX

Vinnare (5): Mexico 86, Clausura 2003, Apertura 2009, Apertura 2010, Apertura 2019
- Copa MX

Vinnare (3): 1991–92, Apertura 2017, 2019/2020
- Campeón de Campeones

Andraplats (1): 2003
- Supercopa MX

Andraplats (1): 2018
- InterLiga

Vinnare (1): 2010
- Segunda División de México

Vinnare (2): 1955–56, 1959–60
- Second Division Super Cup

Vinnare (1): 1956

### Internationella tävlingar
- Concacaf Champions League

Vinnare (5): 2010/2011, 2011/2012, 2012/2013, 2019, 2021
- Concacaf Cup Winners Cup

Vinnare (1): 1993
- Världsmästerskapet i fotboll för klubblag

Tredjeplats (2): 2012, 2019